# Barnesville (Ohio)
Pour les articles homonymes, voir Barnesville.
Barnesville est un village du comté de Belmont en Ohio.

## Historique
Le village a été officiellement établit en 1835. Il est nommé d'après James Barnes, qui en fut le premier colon.

## Démographie
La population était de 4 193 habitants en 2010.
| Groupe            | Barnesville | Ohio | États-Unis |
| ----------------- | ----------- | ---- | ---------- |
| Blancs            | 97,0        | 82,7 | 72,4       |
| Métis             | 1,6         | 2,1  | 2,9        |
| Afro-Américains   | 0,9         | 12,2 | 12,6       |
| Asiatiques        | 0,3         | 1,7  | 4,8        |
| Amérindiens       | 0,1         | 0,2  | 0,9        |
| Autres            | 0           | 1,2  | 6,4        |
| Total             | 100         | 100  | 100        |
|                   |             |      |            |
| Latino-Américains | 0,6         | 3,1  | 16,7       |

## Art et culture

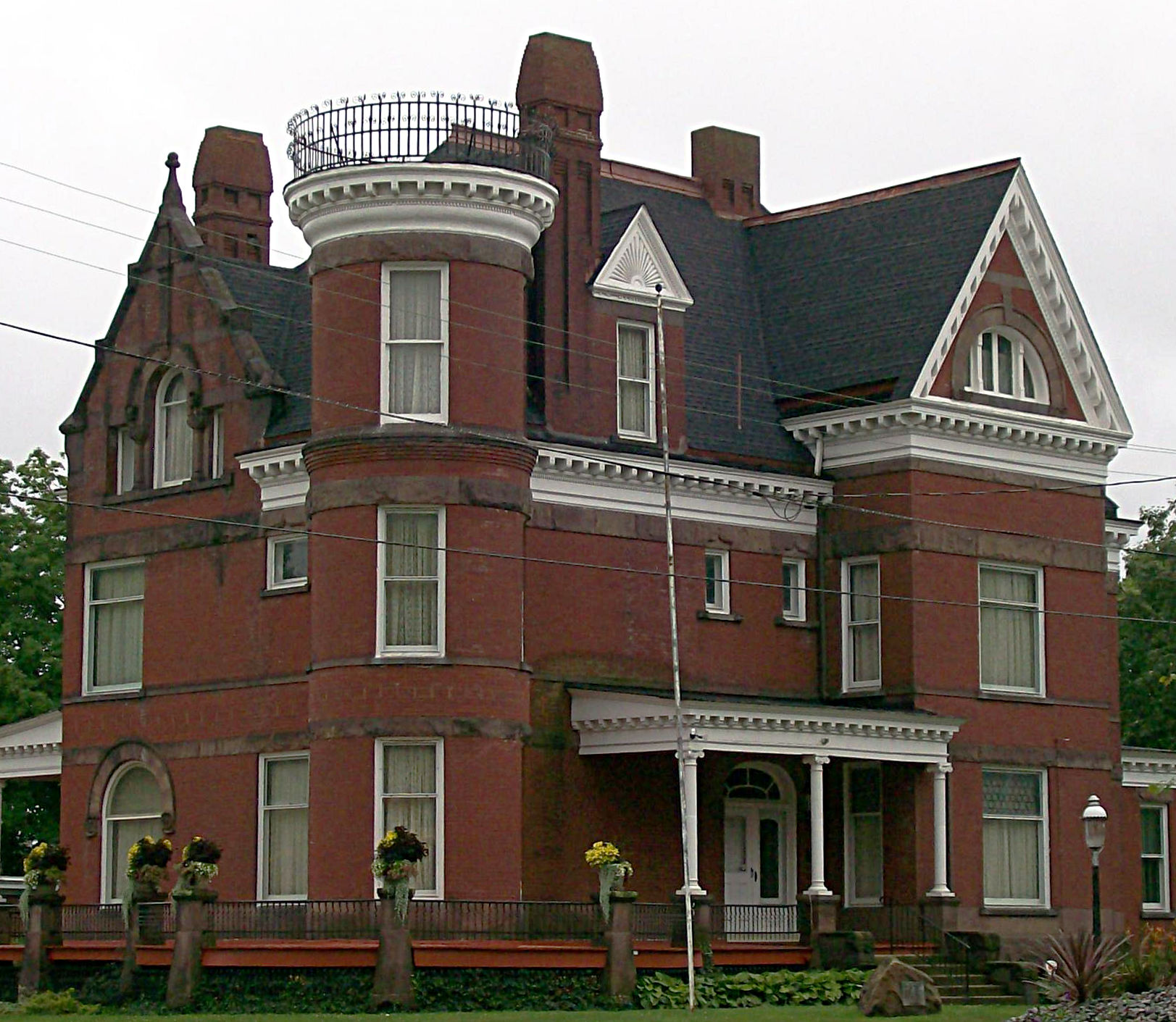
Musée victorien

On y trouve le musée Belmont County Victorian Mansion Museum (en). Il comprend trente six pièces rénovées datant de l'époque victorienne.
Tous les ans en septembre s'y déroule le Barnesville Pumpkin Festival (en).

## Personnalités notables
- Elisha Gray - prétendant au titre de l'inventeur du téléphone
- Isaac Charles Parker - The Hanging Judge, politicien et juge
- Stanley Plumly - Poète
- George Shannon (explorateur) (en)
- Wilson Shannon - Premier gouverneur natif de l'Ohio